# Държавно устройство на Папуа Нова Гвинея
Папуа Нова Гвинея e парламентарна монархия.

## Изпълнителна власт
Кабинета на правителството се състои от 28 министри, към тях има 12 парламентарни секретари, които не са официално част от кабинета.

## Законодателна власт
Парламента на страната е еднокамарен, състои се от 109 депутата.

## Съдебна власт
Съдебната система на Папуа Нова Гвинея е независима от правителството, тя защитава конституционните права и тълкува законите.